# Forever More (Moloko)
Forever More è un singolo del gruppo musicale inglese Moloko, pubblicato nel 2003 ed estratto dall'album Statues.

## Tracce
1. Forever More
2. Take My Hand